# 16a etapa del Tour de França 2008

Perfil de la 16a etapa del Tour de França 2008

La 16a etapa del Tour de França 2008 es va córrer el dimarts 22 de juliol, entre Cuneo (Itàlia) i Jausiers, amb un recorregut de 157 quilòmetres.

## Perfil de l'etapa
L'endemà de la segona jornada de descans, el Tour va prendre la sortida de la vila italiana de Cuneo, al Piemont. El començament de l'etapa va discórrer per la vall del riu Stura, on es troben els dos esprints intermedis del dia, a Vignolo i a Vinadio. Un cop passat aquest segon esprint els ciclistes afronten l'ascensió al coll de la Lombarde, primera de les dues dificultats muntanyoses del dia. Aquest port té 21,5 km de llargada, amb un pendent mitjà del 6,9%, marca la frontera entre Itàlia i França. El descens condueix fins a Isola on, en direcció nord-oest, comença la segona ascensió del dia, el coll de la Bonette, situat a 2.802 msnm, als quals s'arriben després de 25,5 km d'ascensió a un pendent mitjà del 6,5%. Els darrers 23,5 darrers km són de descens fins a l'arribada, a Jausiers.

## Desenvolupament de l'etapa

### Esprints intermedis
- 1r esprint intermedi. Vignolo (km 20,5)

| 1r | Sylvain Chavanel | 6 pts |
| 2n | George Hincapie  | 4 pts |
| 3r | Bram Tankink     | 2 pts |

- 2n esprint intermedi. Vinadio (km 50)

| 1r | Samuel Dumoulin     | 6 pts |
| 2n | Stefan Schumacher   | 4 pts |
| 3r | Christophe le Mevel | 2 pts |

### Ports de muntanya
- Coll de la Lombarde. Categoria especial (km 72,5)

| 1r  | Stefan Schumacher   | 20 pts |
| 2n  | Christophe le Mevel | 18 pts |
| 3r  | Thomas Voeckler     | 16 pts |
| 4t  | Iaroslav Popòvitx   | 14 pts |
| 5è  | Konstantsín Siutsou | 12 pts |
| 6è  | Jens Voigt          | 10 pts |
| 7è  | Cyril Dessel        | 8 pts  |
| 8è  | John-Lee Augustyn   | 7 pts  |
| 9è  | Sébastien Rosseler  | 6 pts  |
| 10è | José Ivan Gutiérrez | 5 pts  |

- Coll de la Bonette-Restefond. Categoria especial (km 133,5)

| 1r  | John-Lee Augustyn   | 40 pts |
| 2n  | Cyril Dessel        | 36 pts |
| 3r  | David Arroyo        | 32 pts |
| 4t  | Iaroslav Popòvitx   | 28 pts |
| 5è  | Sandy Casar         | 24 pts |
| 6è  | George Hincapie     | 20pts  |
| 7è  | Tadej Valjavec      | 16 pts |
| 8è  | Konstantsín Siutsou | 14 pts |
| 9è  | Nicolas Portal      | 12 pts |
| 10è | Stefan Schumacher   | 10 pts |

## Classificació de l'etapa
| Pos. | Ciclista          | Equip            | Temps      |
| ---- | ----------------- | ---------------- | ---------- |
| 1.   | Cyril Dessel      | AG2R Prévoyance  | 4h 31' 27" |
| 2.   | Sandy Casar       | FDJ              | m. t.      |
| 3.   | David Arroyo      | Caisse d'Epargne | m. t.      |
| 4.   | Iaroslav Popòvitx | Silence-Lotto    | + 3"       |
| 5.   | George Hincapie   | Columbia         | + 24"      |
| 6.   | Nicolas Portal    | Caisse d'Epargne | + 24"      |
| 7.   | Tadej Valjavec    | AG2R Prévoyance  | + 24"      |
| 8.   | Stefan Schumacher | Gerolsteiner     | + 1' 03"   |
| 9.   | Andy Schleck      | Team CSC         | + 1' 28"   |
| 10.  | Bernhard Kohl     | Gerolsteiner     | + 1' 28"   |

## Classificació general
| Pos. | Ciclista              | Equip             | Temps       |
| ---- | --------------------- | ----------------- | ----------- |
| 1.   | Fränk Schleck         | Team CSC          | 68h 30' 16" |
| 2.   | Bernhard Kohl         | Gerolsteiner      | + 7"        |
| 3.   | Cadel Evans           | Silence-Lotto     | + 8"        |
| 4.   | Carlos Sastre         | Team CSC          | + 49"       |
| 5.   | Denís Ménxov          | Rabobank ProTeam  | + 1' 13"    |
| 6.   | Christian Vande Velde | Garmin Chipotle   | + 3' 15"    |
| 7.   | Kim Kirchen           | Columbia          | + 3' 23"    |
| 8.   | Alejandro Valverde    | Caisse d'Epargne  | + 4'11"     |
| 9.   | Samuel Sánchez        | Euskaltel-Euskadi | + 4' 38"    |
| 10.  | Tadej Valjavec        | AG2R Prévoyance   | + 5' 23"    |

## Classificacions annexes

### Classificació per punts
| Classificació per punts | Total   |
| ----------------------- | ------- |
| Óscar Freire            | 219 pts |
| Thor Hushovd            | 172 pts |
| Erik Zabel              | 167 pts |

### Classificació de la muntanya
| Classificació de la muntanya | Total  |
| ---------------------------- | ------ |
| Bernhard Kohl                | 85 pts |
| Sebastian Lang               | 60 pts |
| Thomas Voeckler              | 55 pts |

### Classificació del millor jove
| Classificació del millor jove | Total       |
| ----------------------------- | ----------- |
| Andy Schleck                  | 68h 39' 17" |
| Vincenzo Nibali               | + 6"        |
| Roman Kreuziger               | + 50"       |

### Classificació per equips
| Classificació per equips | Total        |
| ------------------------ | ------------ |
| CSC-Saxo Bank            | 191h 43' 49" |
| AG2R Prévoyance          | + 4' 02"     |
| Rabobank ProTeam         | + 43' 28"    |

### Combativitat
Stefan Schumacher (Team Gerolsteiner)

## Abandonaments
Sébastien Chavanel (FDJ)
 Francesco Chicchi (Liquigas), fora de control.